# Музей учебных пособий народного дома графини Паниной
Музей учебных пособий народного дома графини Паниной — памятник архитектуры. Расположен в Фрунзенском районе Санкт-Петербурга, современный адрес дома — Прилукская улица, 22.
Изначально здание построено Ю. Ю. Бенуа в 1901—1903 годах как двухэтажный флигель Народного дома С. В. Паниной. Здание выполнено в простом объёме с равномерным шагом окон, фасады, в отличие от здания народного дома, декорированы не штукатуркой, а рельефной кирпичной кладкой. Свесы кровли держат кобылки.
Владелица уступила корпус Подвижному музею наглядных пособий Русского технического общества; музей не только собирал, но и предоставлял информационные материалы и приборы во временное пользование.